# Porostov
Porostov (Hongaars: Porosztó) is een Slowaakse gemeente in de regio Košice, en maakt deel uit van het district Sobrance.
Porostov telt 214 inwoners.